# Сражение на реке Битюг
Сражение на реке Битюг — победа московских войск над татарами Крымской орды Сеид-Ахмета, возглавляемыми уланом Малым — Берды.
Сражение стало одним из столкновений периода 1449—1459 годов, когда Москва отказывалась платить ордынский выход и признавать верховную власть Сеид-Ахмета.
Московский князь Василий Васильевич к началу летней кампании находился в Коломне. Получив сведения о подготовке набега, Василий послал войска на юг (после 13 августа — сентябрь 1450 года), навстречу ордынцам под командованием улана Малым-Бердей, с целью предотвращения их нападения на земли Северо-Восточной Руси и Рязанского княжества. С русской стороны в поход выступили царевич Касим, московский боярин, коломенский наместник и воевода Константин Александрович Беззубцев, воевода Роман Зиновьев и другие, пришедшие по маршруту Москва — Коломна — река Битюг.
Сражение произошло на реке Битюг, в бассейне среднего течения Дона, что стало рекордом проникновения русских войск на юг для того периода. Разгром изгонной ордынской рати «в Поле», за пределами Северо-Восточной Руси «побиша татар много, а инии убежаша».